# 雲林縣立斗六國民中學
雲林縣立斗六國民中學，簡稱斗六國中，位於台灣雲林縣斗六市。
學校地處雲林縣政府所在，校地面積雖僅3.08公頃，教學活動範圍卻可延伸至斗六市立田徑場、斗六市立網球場、雲林縣立游泳池。

## 校史
學校前身為1960年8月成立之「古坑初中斗六分班」，1961年8月改為「斗六分部」。1962年8月奉准獨立，定名為「雲林縣斗六初級中學校」，黃呈坤先生為首任校長。1968年8月政府延長九年國民義務教育，復改制為「雲林縣立斗六國民中學」。
1973年，成立女子軟式網球隊，享譽至今。1989年8月，因原屬該校學區的石榴﹑梅林里另行成立石榴國中，班級數逐年縮減六班。
1994年起配合教育改革脈動，成立「校務發展基金」、「校友會」，並完成視聽教室設備暨「文三」新校地徵收（1.1公頃），興建育英樓（教學大樓）﹑午餐廚房及餐廳，開辦學生午餐，亦落實各項生活教育措施。
1998年起改建藍圖及校園綠建築工作，充實專科教室設備，逐步興建完成綠樹植栽、樂群館（桌球館）、綜合球場、群英樓（綜合活動中心）、新校門及生態休憩教學園區；成立育英志工隊、退休人員聯誼會，設立體育實驗班，設置校史室。

### 歷任校長
| 任次 | 姓名   | 就職日期 | 卸任日期 |
| ---- | ------ | -------- | -------- |
| 1    | 黃呈坤 | 1962年   | 1973年   |
| 2    | 陳宣經 | 1973年   | 1986年   |
| 3    | 廖福榮 | 1986年   | 1989年   |
| 4    | 劉武雄 | 1989年   | 1994年   |
| 5    | 謝霏霏 | 1994年   | 1998年   |
| 6    | 林久華 | 1998年   | 2006年   |
| 7    | 謝鴻志 | 2006年   | 2009年   |
| 8    | 陳煌銘 | 2009年   | 2015年   |
| 9    | 林俊賢 | 2015年   | 2022年   |
| 10   | 林吉城 | 2022年   |          |

## 教育目標
- 該校聲稱之教育目標如下：

1. 落實「全人教育」精神，珍愛生命、自尊尊人。
2. 注重「多元智慧」理念，機會學習、快樂成長。
3. 依循「有教無類、因材施教」準則，全面關注、力求平衡。
4. 重視第六倫關係營造，尊重人權、群己和諧。
5. 體察情境教育無垠功能，整體規劃、綠化美化。
6. 關懷校務發展及發揮團隊力量，充實基金、永續運作。
7. 規劃教師研習進修，運用資源、不停精進、專業發展。
8. 掌握知識經濟新紀元，資訊整合、變革創新。
9. 掌握「１２年國教」教改脈動，適性揚才、追求卓越。

## 社團
- 軟式網球隊：成立於1977年8月，初期僅招收女性，現男女兼收
- 田徑隊
- 籃球隊
- 直笛隊：於2018年第二學年度，宣布解散
- 合唱團
- 管樂團
- 舞蹈團
- 國術隊
- 數理資優資源班
- 數理資優方案班
- 語文資優方案班

## 外部連結
- 雲林縣斗六國中資訊網 （页面存档备份，存于）
- 雲林斗六國中校園風波 家長老師教室當堂齟齬 （页面存档备份，存于）